# Melanagromyza cotyledonus
Melanagromyza cotyledonus är en tvåvingeart som beskrevs av Spencer 1960. Melanagromyza cotyledonus ingår i släktet Melanagromyza och familjen minerarflugor. Inga underarter finns listade i Catalogue of Life.